# William Threlfall
William Richard Maximilian Hugo Threlfall (Dresde, 25 de junio de 1888 – Oberwolfach, 4 de abril de 1949) fue un matemático alemán que trabajó en el campo de la topología.
Su manual de 1934 Lehrbuch der Topologie (traducido al español como Lecciones de Topología) y escrito conjuntamente con su discípulo y amigo Herbert Seifert ofreció por primera vez un panorama claro y coherente de esta vasta disciplina que había empezado a desarrollarse algunos años antes.

## Biografía
Su padre era un inglés, profesor de botánica en la Universidad de Cambridge que se había casado con una alemana, sobrina del bacteriólogo Robert Koch. Su tío era el físico y químico Sir Richard Threlfall. Su padre murió mientras su madre estaba embarazada y la madre se fue a Dresde donde vivían sus hermanos y allí nació Threlfall. De familia adinerada y con propiedades también en Inglaterra, pudo dedicar su vida a la investigación sin preocupaciones inmediatas. Estudió química en la Universidad de Jena y matemáticas en la Universidad de Gotinga entre 1910 y 1914 y finalmente, se doctoró en la Universidad de Leipzig en 1926 con una tesis sobre la división regular de superficies.
En 1927 obtuvo la habilitación docente en la Universidad Politécnica de Dresde, donde tuvo como discípulo a Herbert Seifert y, a pesar de la diferencia de edad, se les conoció como los gemelos inseparables. Fruto de esta intensa colaboración surgió un manual sobre topología que aún hoy goza de gran prestigio y uno de los primeros libros sobre la teoría de Morse.
En 1933 fue profesor asociado en la Universidad Politécnica de Dresde, en 1935 en la Universidad de Halle y de 1937 a 1945 en la Universidad de Fráncfort, donde permaneció hasta los últimos años de la Segunda Guerra Mundial, cuando pasó a trabajar para el instituto de aerodinámica de Brunswick. Al final de la guerra se refugió con Seifert en el Instituto de Investigación Matemática de Oberwolfach, recién fundado por Wilhelm Süss, para protegerse de los bombardeos. En 1946 obtuvo una plaza de profesor titular en la Universidad de Heidelberg y en 1947 ingresó en la Academia de las Ciencias de Heidelberg. Sólo ocupó la cátedra durante tres cursos ya que murió en 1949 mientras se encontraba en Oberwolfach. Fue enterrado en esta localidad, pero en 1980 Seifert trasladó sus restos a un cementerio de Heidelberg, donde reposan en la actualidad, muy cerca de los del propio Seifert.
Su actitud hacia el régimen nazi parece que fue evolucionando desde un decidido apoyo  (en 1933 firmó el manifiesto de adhesión de los profesores al régimen) a un distanciamiento crítico que le causó algunos problemas.

## Obras (selección)
- Threlfall, W. (1932). «Gruppenbilder». Abh. Math.-Phys. Kl. Sächs. Akad. Wiss. (en alemán) 41 (Leipzig: Hirzel). pp. 1-59.
- Seifert, H.; Threlfall, W. (1934). Lehrbuch der Topologie (en alemán). Teubner.
- Seifert, H.; Threlfall, W. (1938). Variationsrechnung im Großen (en alemán). Teubner.